# Lithography-based Metal Manufacturing
Lithography-based Metal Manufacturing (LMM, engl.) ist ein indirektes additives Fertigungsverfahren zur Herstellung von metallischen, präzisen Klein- und Mikrobauteilen. Das Verfahren basiert auf einem lithographischen Ansatz, bei dem ein photosensitives Bindersystem durch Belichtung vernetzt und auf diese Weise die Metallpulverpartikel in Form hält.

## Technologie

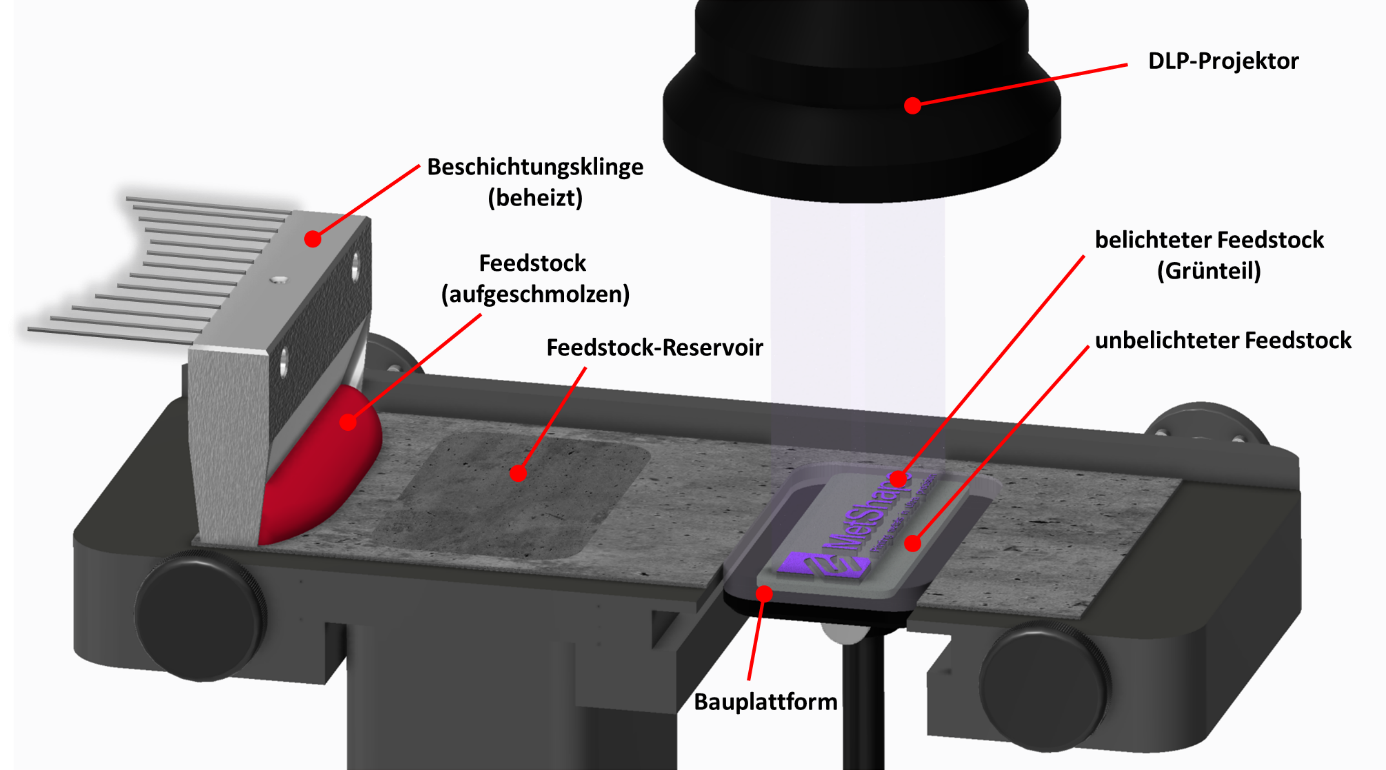
Lithography-based Metal Manufacturing (LMM) (schematisch)

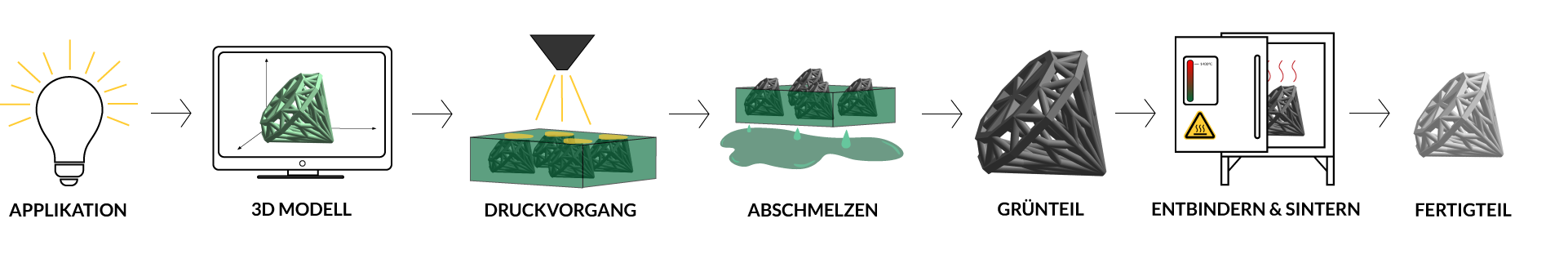
LMM Prozesskette (schematisch)

Basierend auf dem Grundprinzip der Lithographie kombiniert die LMM-Technologie die Prozesse der klassischen badbasierten Photopolymerisation mit dem Metallpulverspritzgießen (MIM). Dabei wird das Ausgangsmaterial, der sogenannte Feedstock, welches ein Gemisch aus Metallpulver und einem Photopolymer ist, in einem Feedstockreservoir gespeichert. Der Feedstock weist bei Raumtemperatur eine „butterartige“ Konsistenz auf. Durch Erwärmung geht er bereits bei geringen Temperaturen im Bereich von 40 °C in einen zähflüssigen Zustand über. Diese Zustandsänderung ermöglicht einen dünnschichtigen Auftrag des Feedstocks auf die Bauplattform (in der Regel zwischen 20 µm und 50 µm) mit Hilfe einer beheizten Beschichtungsklinge. Diese Schicht wird anschließend durch einen Projektor (in der Regel mittels Digital Light Processing) lokal belichtet. In den belichteten Bereichen vernetzt das Photopolymer und hält so das Metallpulver in Form. Auf diese Weise werden Grünteile Schicht für Schicht hergestellt.
Nach dem Druckprozess befinden sich die Grünteile in einem Materialblock und sind von unbelichtetem Feedstock umgeben. Um die Grünteile aus dem Materialblock zu extrahieren, wird dieser auf ca. 50 °C erhitzt, wodurch der unbelichtete Feedstock schmilzt und abfließt, sodass die Grünteile freigegeben werden. Der abgeflossene Feedstock kann ohne Materialverlust für weitere Druckvorgänge genutzt werden. Damit bietet die LMM-Technologie auch die optimalen Voraussetzungen zur Verarbeitung von Edelmetallen. Die Grünteile werden danach in einem Ultraschallbad oder mit einem manuellen Reinigungsprozess vom restlichen anhängenden unbelichteten Feedstock befreit.
Um das Bindersystem aus dem Grünteil zu entfernen, folgt eine thermische Entbinderung des Photopolymers sowie das Sintern der Bauteile auf eine Enddichte zwischen 96 % und 99 %. Dies wird im Rahmen eines einzigen Prozesses in einem MIM-Sinterofen unter Schutzatmosphäre durchgeführt. Die gesinterten, fertigen Bauteile sind je Achsrichtung ca. 20 % kleiner als die gedruckten Grünteile, wobei der genaue Sinterschwindungsfaktor von zahlreichen Werkstoff- und Feedstockparametern abhängt, jedoch eine sehr hohe Reproduzierbarkeit aufweist, wodurch sich mit Hilfe der LMM-Technologie hochpräzise Teile herstellen lassen.

## Werkstoffe
Aktuell sind die folgenden Werkstoffe für das Verfahren qualifiziert:
- 316L
- Titan Grade V
- 17–4PH

Andere Werkstoffe wie Werkzeugstähle und Edelmetalle befinden sich noch im Qualifizierungsprozess.

## Vorteile der LMM Technologie

Vorteile der LMM Technologie

Die LMM-Technologie ermöglicht den Vorstoß der additiven Fertigung in den Bereich von Klein- und Mikrobauteilen, die bis dato in Bezug auf Qualität und Wirtschaftlichkeit nicht sinnvoll darstellbar waren. Vorteile der Technologie sind insbesondere die hohe Auflösung und Präzision sowie die gute Oberflächenqualität. Dadurch können kleine, komplexe und filigrane Metallbauteile in bisher nicht erreichbarer Qualität hergestellt werden. Zudem werden bei der LMM-Technologie, im Gegensatz zu anderen additiven Fertigungsverfahren, keine Stützstrukturen benötigt und die Bauteile können dreidimensional im Bauraum angeordnet werden. Damit kann die Bauraumnutzung maximiert werden. LMM-Bauteile haben eine sehr hohe Endkontur- und Oberflächengüte, wodurch zeit- und kostenintensive Nacharbeit vermieden bzw. je nach Anforderung auf ein Minimum reduziert werden kann. Mit Hilfe der LMM- wie auch der Binder-Jetting-Technologie (MBJ) können deutlich scharfkantigere Geometrien erzeugt werden, als mit der Materialextrusion, bei welcher der Materialauftrag raupenförmig und damit stets in abgerundeter Form erfolgt. Weiterhin können mit der LMM-Technologie Grünteile mit hoher Festigkeit erzeugt werden, was insbesondere bei filigranen Bauteilen einen wesentlichen Vorteil gegenüber der MBJ-Technologie darstellt.
Der Einsatz der LMM-Technologie ist insbesondere im Bereich von Klein- und Kleinstbauteilen bis ca. 30 g Bauteilgewicht bei kleinen bis mittleren Jahresstückzahlen sinnvoll. Hiermit füllt die LMM-Technologie eine Lücke, die bisher weder durch die MIM-Technologie noch durch andere additive Fertigungsverfahren in wirtschaftlich sinnvoller Weise abgedeckt werden konnte. Da beim LMM-Verfahren im Vergleich zum werkzeuggebundenen MIM keine hohen Initialkosten durch Beschaffung eines Spritzgusswerkzeugs anfallen, sind kleine Stückzahlen, hohe Variantenvielfalt und damit hohe Flexibilisierung des jeweiligen Bauteilspektrums ohne Lagerkosten möglich. Durch die hohe Grünteilfestigkeit kann bei LMM-Bauteilen eine deutlich höhere Abbildungsgenauigkeit als bei Binder-Jetting-Bauteilen erzielt werden. Zudem sind Mikrobohrungen ab einem Durchmesser von 100 µm und Wandstärken ab 0,1 mm möglich.

## Weiterführende Literatur
- Roland Berger Holding GmbH (Hg.): Additive Manufacturing – next generation. München 2016 (rolandberger.com).
- Maximilian Munsch, Matthias Schmidt-Lehr, Eric Wycisk: Additive Manufacturing Make or Buy? An overview of today's supplier market and cost structure for metal AM parts. Hg. v. AMPOWER GmbH & Co. KG. Hamburg 2017, Vol. 1. (White Paper, irisu.jp).
- Maximilian Munsch, Matthias Schmidt-Lehr, Eric Wycisk: Additive Manufacturing of Automotive Components. A detailed view on the Additive Manufacturing process chain of automotive components. Hg. v. AMPOWER GmbH & Co. KG. Hamburg 2018, Vol. 2.
- Maximilian Munsch, Matthias Schmidt-Lehr, Eric Wycisk: Additive Manufacturing Business Strategy. Be successful with Additive Manufacturing. Hg. v. AMPOWER GmbH & Co. KG. Hamburg 2019, Vol. 5.